# Howard Lotsof
Howard Lotsof (1. ožujka 1943. – 31. siječnja 2010.) je 1962. godine otkrio svojstva ibogaina koja mogu poslužiti u liječenju ovisnosti. Lotsofov prvi patent izdan je 1985. godine pod brojem 4,499,096 Brza metoda za prekidanje narkotičkog sindroma ovisnosti. 
Zadnji patent za liječenje ovisnosti ibogainom je broj 5,152,994 Brza metoda za prekidanje ili ublažavanje sindroma tolerancije kod više vrsta droga, za što je dobio nagradu 6. listopada 1992. godine.
Lotsof bio je aktivan u promociji medicinske upotrebe i daljnjeg istraživanje ibogaina.